# Karl Müller (Theologe)
Karl Ferdinand Friedrich (später: von) Müller (* 3. September 1852 in Langenburg (Kreis Crailsheim) als Sohn eines Pfarrers; † 10. Februar 1940 in Tübingen) war ein evangelischer Theologe und Kirchenhistoriker.

## Leben
Müller war ein Sohn des Pfarrers und späteren Stuttgarter Prälaten Ferdinand Gottlob Jakob Müller (1816–1897); seine Mutter Marie war eine geborene Schelling und Nichte des Philosophen Friedrich Wilhelm Joseph Schelling. Nach dem Besuch des Evangelisch-theologischen Seminars in Urach studierte Müller ab 1870 Evangelische Theologie und Geschichte in Tübingen und Göttingen und war Mitglied der Tübinger Verbindung Normannia. 1878 erwarb er das theologische Lizenziat und wurde nach kurzer Gemeindetätigkeit in Friedrichshafen und Ludwigsburg noch im selben Jahr Repetent am Tübinger Stift. 1880 habilitierte sich Müller an der Universität Berlin, wo er 1882 eine außerordentliche Professur für Kirchengeschichte erhielt. 1884 wechselte er auf eine außerordentliche Professur an der Universität Halle und 1886 auf eine ordentliche Professur (als Nachfolger Adolf von Harnacks) an der Gießen. 1891 ging er an die Universität Breslau; von 1903 bis zur Emeritierung 1922 lehrte er an der Evangelisch-Theologischen Fakultät Tübingen. 
Müller wurde 1888 zum Mitglied der Bayerischen Akademie der Wissenschaften und 1899 zum korrespondierenden Mitglied der Göttinger Akademie der Wissenschaften gewählt. Seit 1917 war er korrespondierendes Mitglied der Preußischen Akademie der Wissenschaften.
Karl Müller war seit 1884 mit Bertha Weizsäcker (1864–1945) verheiratet, der Tochter von Julius Weizsäcker. Sie hatten zwei Kinder, Agnes (1886–1922), seit 1909 Ehefrau von Richard Siebeck (1883–1965), und Marie (1890–1963), seit etwa 1915 Ehefrau des Historikers Hermann Haering (1886–1967), dem Bruder von Theodor Haering.

## Leistungen
Müllers Wirken stand unter dem Einfluss von Albrecht Ritschl (1822–1889) und Adolf von Harnack (1851–1930). Er publizierte zu allen Epochen der Kirchengeschichte, wobei ihn besonders Fragen der Kirchenverfassung interessierten. Sein Hauptwerk war eine Gesamtdarstellung der  Kirchengeschichte, die jedoch unvollendet blieb und bei „Pietismus und Aufklärung“ endet. Karl Müller vertrat eine positivistische Deutung der Kirchengeschichte und betrachtete sie als Teil der Geschichte von Staat, Wirtschaft und Recht. Er war Herausgeber des Sammelwerks Grundriß der theologischen Wissenschaften, J.C.B. Mohr (Paul Siebeck), ab 1891, innerhalb dessen auch die Kirchengeschichte erschien.

## Werke

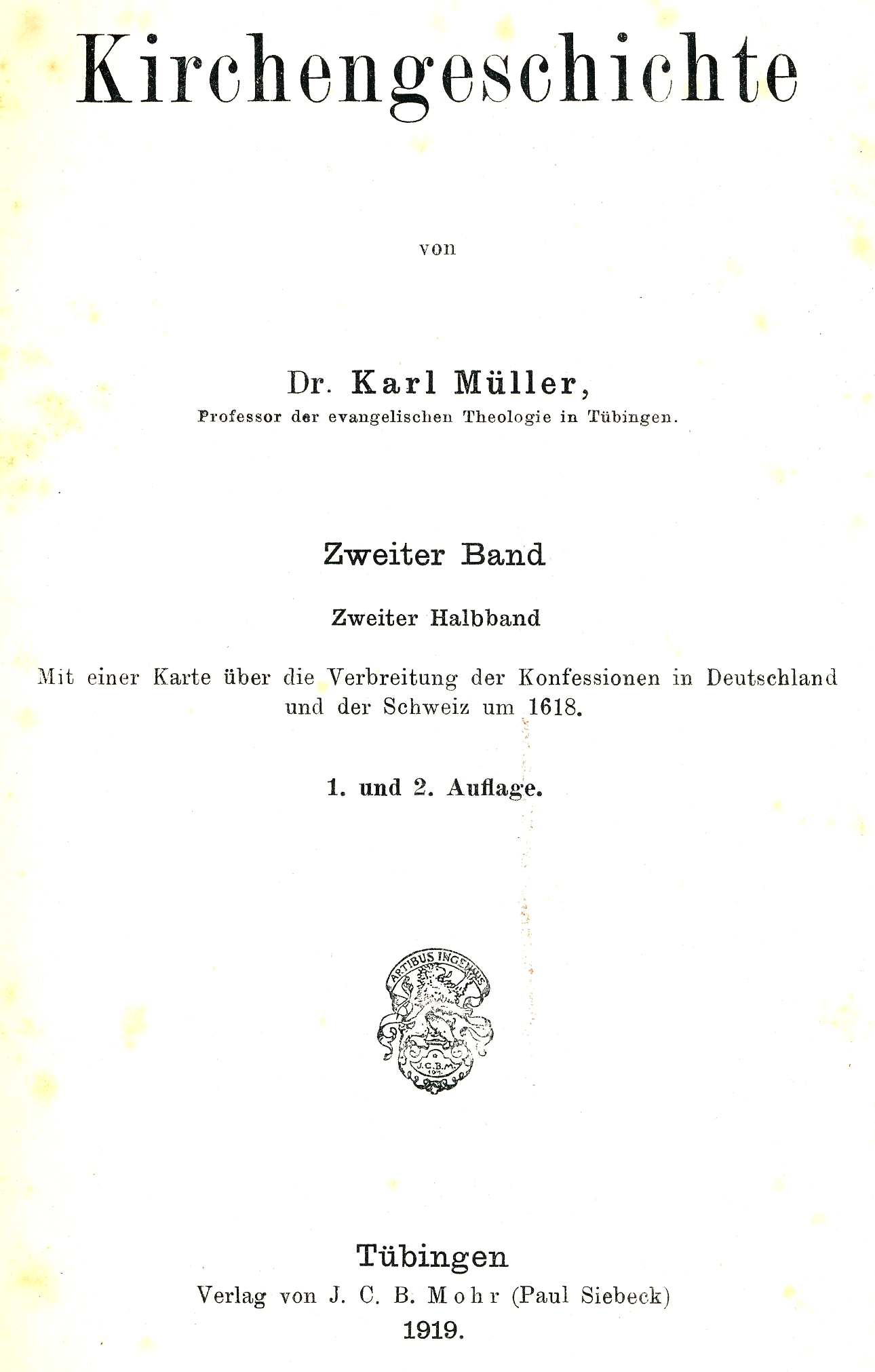
Kirchengeschichte, Verlag von J. B. C. Mohr (Paul Siebeck), 2. Band, 2. Halbband, Tübingen 1919 (Titelseite)

- Der Kampf Ludwigs des Bayern mit der römischen Kurie. 2 Bde., Laupp, 1879/1880.
- Die Waldenser und ihre einzelnen Gruppen. 1886 Online.
- Kirchengeschichte. J.C.B.Mohr (Paul Siebeck), 1. Bd.: 1892 (1.Halbbd.)/1902 (2.Halbbd.), 2. Bd.: 1919.
- Beiträge zur Verfassung der Alten Kirche. (= Abhandlungen der Preußischen Akademie der Wissenschaften 22, Phil.-hist. Klasse, 3). 1922.
- Die Forderung der Ehelosigkeit für alle Getauften in der Alten Kirche. 1927.
- Aus der akademischen Arbeit. 1930 (mit Selbstbiographie).